# Drino rhoëo
Drino rhoëo là một loài ruồi trong họ Tachinidae.